# Violette Szabo
Violette Szabo (1921 – 1945) là nữ điệp viên Anh trong Chiến tranh thế giới thứ hai, người bị phát xít Đức hành quyết bằng phòng hơi ngạt.

## Thuở nhỏ và lập gia đình
Violette Bushell sinh ngày 26 tháng 6 năm 1921, cha là người Anh, một người lái taxi và mẹ là người Pháp. Sau khi sinh Bushell, gia đình chuyển đến Luân Đôn. Năm 1940, Violette đã gặp Etienne Szabo, một sĩ quan Pháp gốc Hungary, tại cuộc diễu hành Bastille Day ở thủ đô Luân Đôn. Họ kết hôn sau một cuộc tình lãng mạn, sét đánh 42 ngày. Ngay sau khi Tania, đứa con duy nhất của họ được sinh ra, Etienne tử trận khi chiến đấu với lực lượng phe Trục tại El Alamein (Ai Cập), vào tháng 10 năm 1942. Cái chết của Etienne đã làm Violette quyết định gia nhập Đội Tác chiến Đặc biệt (Special Operations Executive viết tắt là SOE), chuyên tìm diệt những người phản bội nước Pháp theo Đức Quốc xã, lực lượng SS, và mật vụ Gestapo.

## Điệp vụ cuối cùng
Tiếp sau Ngày D (ngày mở màn quân Đồng minh đổ bộ vào Normandie), ngày 7 tháng 6 năm 1944, Violette nhảy dù xuống vùng Limoges, để phối hợp với Phong trào Kháng chiến Pháp tại địa phương tìm diệt những người phản bội nước Pháp. Khi trở về Paris, do bị chỉ điểm, Violette đã bị Sư đoàn SS "Das Reich" Panzer bắt và chuyển cho Gestapo thẩm vấn. Không khai thác được Violette SS đã chuyển bà đến trại tập trung Ravensbruck, rồi hành quyết bằng hơi ngạt vào tháng 1 năm 1945, năm đấy bà mới 23 tuổi. Hiện nay ở Anh có một bảo tàng mang tên Violette Szabo.
Về sau, Violette Szao được chính quyền Pháp truy tặng Huân chương Thánh George và Huân chương Thập tự chinh, nhằm ghi nhớ công lao của người nữ điệp viên này trong Chiến tranh thế giới thứ hai.